# Gli occhi azzurri della bambola rotta
Gli occhi azzurri della bambola rotta (Los ojos azules de la muñeca rota) è un film del 1973 diretto da Carlos Aured. 
Pellicola spagnola che per il mercato anglofono adottò il titolo House of Psychotic Women.

## Trama
Gilles, ex galeotto appena uscito dal carcere, raggiunge in autostop un piccolo villaggio francese di montagna. Nel villaggio regna la supertizione e l'omertà. Quando si apprende che Gilles è appena uscito di galera, nessuno gli offre un lavoro. Su suggerimento di un vecchio uomo, Gilles raggiunge la bella casa delle Tre Sorelle, ove conosce Claude che si rende disponibile ad assumerlo in qualità di tuttofare. Claude è una donna sulla quarantina, invalida. La donna ha una mano artificiale a seguito di un pregresso incidente. Claude abita la villa con le sue due sorelle: Nicole (donna ninfomane irrecuperabile) e Yvette (costretta su di una sedia a rotelle, assistita dalle cure di un'infermiera e del dottor Philippe, medico condotto del paese). L'assunzione di Gilles provoca però le ire di Renè, precedente tuttofare della villa.
Nel frattempo, nel paese, un misterioso assassino uccide tre ragazze estirpando loro i bulbi oculari. Tutte le vittime erano bionde ed avevano gli occhi azzurri. L'ispettore locale indaga sugli omicidi e i maggiori sospetti convergono su Gilles. I sospetti aumentano quando Gilles tenta di uccidere Renè, a seguito delle continue vessazioni dell'ex dipendente della villa. Nel frattempo tra Gilles e Claude nasce una relazione, ma anche Nicole rivolge continue attenzioni nei confronti dell'uomo, e questo fa scattare la gelosia di Claude. Quando anche Nicole viene assassinata, anche se in questo caso l'assassino non le estirpa i bulbi oculari, la polizia bracca Gilles, ormai convinta della sua colpevolezza. Al termine di una estenuante fuga, Gilles, viene raggiunto da una serie di colpi di pistola e cade a terra privo di vita sotto gli occhi di Claude, che cade svenuta.
Nel frattempo, di ritorno da un viaggio in città, l'infermiera addetta alle cure di Yvette viene assalita dall'assassino. La ragazza riesce a ferirlo e a trovare rifugio in casa. Giunta alla villa, però, la trova vuota: Claude è all'ospedale mentre Gilles è appena stato ucciso dalla polizia. Nel buio, però, l'infermiera scorge la sagoma dell'assassino. L'omicida si toglie il cappuccio e rivela la sua identità: si tratta di Yvette che, in realtà, è pienamente in grado di camminare. Yvette, delirante, accusa la donna di aver sedotto il suo fidanzato, la aggredisce e, al termine di una lotta furibonda, la uccide. A questo punto, però, una figura ignota colpisce Yvette con un coltello alla schiena, uccidendola.
I nuovi delitti portano alla luce la verità: la paralisi di Yvette era esclusivamente di origine nervosa ed era stata causata dall'abbandono del suo ex fidanzato, che le aveva preferito una bellissima ragazza bionda. I due avevano lasciato il paese dopo le nozze, diversi anni prima. Il dottor Philippe, completamente impazzito dal dolore dopo aver perso la figlia sedicenne qualche anno prima, ne era a conoscenza e con l'ausilio dell'ipnosi aveva trasformato Yvette in una sorta di robot omicida, spingendola ad uccidere ragazze bionde dagli occhi azzurri allo scopo di vendicare il subito tradimento. Nell'occasione, le comandava di estirpare i bulbi oculari alle vittime, che usava per sostituire quelli del cadavere in decomposizione della figlia, che manteneva nel sotterraneo del suo ambulatorio.
Nicole aveva scoperto la verità e lo stava ricattando, ma il dottore aveva dovuto ucciderla di persona, in quanto Nicole non aveva gli occhi azzurri e quindi il medico non era sicuro di una riuscita dell'omicidio da parte di Yvette. Il dottor Philippe è tratto in arresto e la figlia di questi sepolta.